# Lessertinella carpatica
Lessertinella carpatica är en spindelart som beskrevs av Weiss 1979. Lessertinella carpatica ingår i släktet Lessertinella och familjen täckvävarspindlar. Inga underarter finns listade i Catalogue of Life.